# Огарёвы
Огарёвы (Агарев, Агорев) — древний дворянский род татарского происхождения.
При подаче документов (16 июля 1686) для внесения рода в Бархатную книгу, была предоставлена родословная роспись Огарёвых.

## Происхождение и история рода
Происходит от татарского мурзы Кутлу Мамета (Кутламамет), прозванием Огар, выехавшего из Золотой орды к великому князю Александру Невскому (1252—1263), крестившегося с именем Пантелеймона и пожалованный вотчинами в Шацке, Касимове, Старице, Медыне, Юрьеве-Польском и Костроме. Никита Данилович Огарёв наместник на Ваге при Иоанне III (1462-1504). Судок Андреевич Огарёв погиб при взятии Казани (02 октября 1552), его имя записано в синодик московского Успенского собора. Огарёвы: Василий Никитич, осадный голова в Холму (1584-1585), Иван Никитич, осадный голова в Заволочьи (1584). Кирилл Григорьевич (Истома) Постник, посол царя Бориса Годунова к Сигизмунду III, королю польскому (1604), воевода у Яузских ворот в Москве (1607), погиб под Москвою (1608).
Фома-Нелюб Васильевич Огарёв, сподвижник князя М. В. Скопина-Шуйского, воевода в Самаре (1617-1618). Его сын Иван судья Холопьего приказа и Приказа немецких кормов (1626-38).
Род Огарёвых внесён в VI и II части родословных книг Пензенской, Псковской, Саратовской, С.-Петербургской, Тамбовской, Тверской и Тульской губерний.
Есть ещё род Огарёвых совершенно другого происхождения: потомки Фёдора Огарёва (в гербовник не внесены).
Во время революции 1917 года, некоторые представители рода не смогли выехать за границу, и осели на западной Украине. Опасаясь гонений со стороны большевиков, изменили фамилию на созвучную украинскому языку безсуффиксную форму Огарь. Позднее некоторая их часть перебралась на Северный Кавказ.

## Известные представители
- Огарёв Кирилл (Постник) Григорьевич (умер в 1608) — дипломат, воевода у Яузских ворот в Москве (1607).
- Огарёв Фома Васильевич Нелюб — голова, воевода в Михайлове (1603).
- Огарёв Меркурий Фёдорович — за многолетние службы, за участие в войне с Польшей пожалован поместьем (1606—1610).
- Огарёв, Иван Фомич (Нелюбович) — воевода в Кокшайске (1615—1618), в ожидании набега крымцев воевода у Яузских ворот в Москве (1633).
- Огарёв Нелюб — дьяк, воевода в Самаре (1617—1618).
- Огарёв Ефим Данилович — воевода в Шацке (1620).
- Иван Кириллович (Постникович) (умер в 1637) — голова в Томске (1629—1631), дворянин московский (1627—1637).
- Огарёв Григорий Кириллович (Постникович) — московский дворянин (1627—1640), воевода в Переславле-Залесском (1648—1649).
- Огарёв Петр Никитич — медынский городовой дворянин (1627—1629).
- Огарёв Иван (Нелюбович) — московский дворянин (1627—1640).
- Огарёв Георгий (Постник) Григорьевич (умер после 1692), стряпчий с 1640 года, стольник с 1677 года, думный дворянин в 1682—1692 годах, воевода в Костроме в 1659—1661 годах, Свияжске в 1669—1670 и 1683 годах и Астрахани в 1677—1678 годах.
- Огарёв, Кузьма Георгиевич (Постникович) (умер после 1692), стольник в 1669—1692 годах
- Иван Георгиевич (Постникович) (умер после 1692), стряпчий в 1676 году, стольник в 1676—1692 годах.
- Андрей Георгиевич (Постникович) (умер после 1692), стряпчий в 1677 году, стольник в 1680—1692 годах.
- Григорий Георгиевич (Постникович) (умер после 1692), стольник в 1680—1692 годах.
- Огарёв Сила Иванович — воевода в Юрьеве-Польском (1649—1651).
- Огарёв Евсевий Григорьевич — московский дворянин (1640—1677), стольник, воевода в Нижнем-Ломове (1653), в Березове (1672—1673).
- Огарёв Александр Иванович — стряпчий (1658—1676), стольник (1676).
- Огарёв Ларион Петрович — московский дворянин (1671—1692).
- Огарёвы: Никифор Евсеевич, Василий Григорьевич, Алексей Ларионович — стряпчие (1678—1692).
- Огарёвы: Михаил Евсеевич, Семён и Иван Александровичи, Воин Ларионович, Василий Михайлович — стольники (1686—1692).
- Огарёва Марфа — убита пугачёвцами в Пензенском уезде (1774).
- Огарёв, Александр Гаврилович — капитан лейб-гвардейского Финляндского полка, погиб от ран полученных под Бородино (26 августа 1812), его имя занесено на стену храма Христа Спасителя в г. Москва.
- Огарёв — прапорщик Эриванского карабинерного полка, погиб при Харте (19 июля 1829)[4][2][5].
- Огарёв, Николай Иванович (1789—1862) — сенатор.
- Огарёв, Константин Ильич (1819—1877) — пермский губернатор[6].
- Огарёв Николай Платонович — (1813—1877) — поэт, публицист, русский революционер.
- Огарёв Михаил Васильевич (1819—1875) — русский генерал, участник Туркестанских походов и Крымской войны.
- Огарёв, Николай Ильич (1820—1890) — Полицмейстер г. Москва.
- Огарёв, Постник Григорьевич (вторая половина XVI века — первая половина XVII века) — русский дипломат (годы активности: 1585—1605).